# Jacques Rosner
Pour les articles homonymes, voir Rosner.
 (juillet 2020).
Si vous disposez d'ouvrages ou d'articles de référence ou si vous connaissez des sites web de qualité traitant du thème abordé ici, merci de compléter l'article en donnant les références utiles à sa vérifiabilité et en les liant à la section « Notes et références ».
Jacques Rosner est un comédien et metteur en scène français, né le 5 février 1936 dans le 4e arrondissement de Lyon et mort le 30 mars 2022 à Lisieux.

## Biographie
Après avoir suivi des cours d’art dramatique chez Suzette Guillaud, il rencontre Roger Planchon en 1953 et collabore avec lui jusqu'en 1970.
En 1971, Jacques Duhamel, ministre de la culture, le nomme à la direction du Centre dramatique national du Nord à Tourcoing. Il fait construire un théâtre au sein de la ville nouvelle de Villeneuve-d'Ascq : La rose des vents.
En 1974, Michel Guy, secrétaire d'État à la Culture, le nomme directeur du Conservatoire national supérieur d'art dramatique qu'il modernise en profondeur. Il renouvelle la formation des futurs comédiens et supprime le concours de sortie. Jean-Pierre Miquel lui succède en 1983.
En 1985 Jack Lang le nomme à la tête du Grenier de Toulouse au Théâtre Daniel Sorano de Toulouse, centre dramatique national, où il succède à Maurice Sarrazin et y reste en poste jusqu'en 1995.
Il meurt le 30 mars 2022,, à l'âge de 86 ans. Il est inhumé au cimetière de Bonnebosq (Calvados).

## Théâtre

### Comédien
- 1954 : La Bonne Âme du Se-Tchouan de Bertolt Brecht, mise en scène Roger Planchon, Festival de Lyon, Théâtre de la Comédie de Lyon
- 1954 : Édouard II de Christopher Marlowe, mise en scène Roger Planchon, Festival de Lyon, Théâtre de la Comédie de Lyon
- 1958 : La Bonne Âme du Se-Tchouan de Bertolt Brecht, mise en scène Roger Planchon, Théâtre de la Cité de Villeurbanne
- 1959 : Henri IV de William Shakespeare, mise en scène Roger Planchon, Théâtre de l'Ambigu
- 1961 : Schweik dans la Seconde Guerre mondiale de Bertolt Brecht, mise en scène Roger Planchon, Théâtre de la Cité de Villeurbanne, Théâtre des Champs-Élysées
- 1962 : La Remise de Roger Planchon, mise en scène de l'auteur, Théâtre de la Cité de Villeurbanne
- 1973 : Le Cochon noir de Roger Planchon, mise en scène Jacques Rosner, Théâtre Ouvert Festival d'Avignon
- 1983 : Falsch de René Kalisky, mise en scène Antoine Vitez, Théâtre national de Chaillot
- 1988 : Les Apprentis Sorciers de Lars Kleberg, mise en scène Antoine Vitez, Festival d'Avignon
- 1992 : La Cerisaie d'Anton Tchekhov, mise en scène Jacques Rosner, Théâtre Sorano Toulouse
- 1994 : La Cerisaie d'Anton Tchekhov, mise en scène Jacques Rosner, Théâtre des Treize Vents
- 2000 : Après la répétition d'Ingmar Bergman, mise en scène Jacques Rosner, Théâtre 13

### Metteur en scène
- 1962 : La Vie imaginaire de l'éboueur Auguste Geai d'Armand Gatti, Théâtre de la Cité de Villeurbanne, Odéon-Théâtre de France en 1964
- La Trilogie de la villégiature de Carlo Goldoni, Théâtre de la Cité de Villeurbanne
- Poussière pourpre de Seán O'Casey, Théâtre de la Cité de Villeurbanne
- Homme pour homme de Bertolt Brecht, Théâtre de la Cité de Villeurbanne
- 1965 : Patte blanche de Roger Planchon, Théâtre de la Cité de Villeurbanne
- 1966 : La Mère de Bertolt Brecht, Grenier de Toulouse
- 1968 : Le Coup de Trafalgar de Roger Vitrac, au Théâtre de la Cité de Villeurbanne
- 1968 : La Mère de Bertolt Brecht, TNP Théâtre de Chaillot
- 1969 : La Cerisaie d'Anton Tchekhov, Grenier de Toulouse
- 1970 : Opérette de Witold Gombrowicz, TNP Théâtre de Chaillot
- 1971 : Tom Paine de Paul Foster
- 1971 : Maître Puntila et son valet Matti de Bertolt Brecht, Théâtre du Lambrequin, Théâtre national de Strasbourg
- 1972 : Le Coup de Trafalgar de Roger Vitrac, Théâtre du Lambrequin, Théâtre national de l'Odéon
- 1973 : Les Acteurs de bonne foi et La Colonie de Marivaux
- 1973 : Le Cochon noir de Roger Planchon, Théâtre Ouvert Festival d'Avignon
- 1974 : Dreyfus de Jean-Claude Grumberg, Théâtre national de l'Odéon, Théâtre de Paris
- 1975 : Une lune pour les déshérités d'Eugene O'Neill, Petit Odéon
- 1976 : La Double Inconstance de Marivaux, Théâtre des Bouffes du Nord
- 1977 : Le Mariage de Figaro de Beaumarchais, Comédie-Française
- 1977 : La Guerre des piscines d'Yves Navarre, Petit Odéon
- 1978 : Si jamais je te pince !... d'Eugène Labiche, Théâtre de la Commune
- 1978 : La Manifestation de Philippe Madral, Théâtre national de l'Odéon
- 1978 : Phèdre de Racine, Comédie-Française
- 1979 : L'Atelier de Jean-Claude Grumberg, mise en scène avec Maurice Bénichou, Jean-Claude Grumberg, Théâtre de l'Odéon
- 1980 : Macbeth de William Shakespeare, Théâtre des Bouffes du Nord
- 1980 : Du côté des îles de Pierre Laville, Théâtre national de l'Odéon
- 1982 : Night and day de Tom Stoppard, Maison de la Culture André Malraux Reims, Nouveau théâtre de Nice
- 1982 : Yvonne, princesse de Bourgogne de Witold Gombrowicz, Comédie-Française
- 1983 : L'École des femmes de Molière, Comédie-Française
- 1983 : La Critique de l'école des femmes de Molière, Comédie-Française
- 1984 : Configuration d'une toile vierge expertisée par l'artiste lui-même de Fernand Seltz, CDN de Reims
- 1985 : La Culotte de Carl Sternheim, Grenier de Toulouse, Théâtre des Treize Vents
- 1986 : Le Terrain Bouchaballe de Max Jacob, Grenier de Toulouse, Théâtre des Treize Vents
- 1988 : L'Étrange Intermède d'Eugène O'Neill, Théâtre Sorano Toulouse
- 1990 : Ruy Blas de Victor Hugo
- 1991 : Déjeuner chez Ludwig W. de Thomas Bernhard, Théâtre Sorano Toulouse, Théâtre national de la Colline
- 1992 : La Cerisaie d'Anton Tchekhov, Théâtre Sorano Toulouse
- 1994 : Macbeth de William Shakespeare, Théâtre Sorano Toulouse
- 1995: Jules César de  William Shakespeare, Théâtre Sorano Toulouse
- 1996 : Simplement compliqué de Thomas Bernhard, Théâtre Sorano Toulouse, Festival d'Avignon, Théâtre des Treize Vents
- 1998 : Rodogune de Corneille, Comédie-Française
- 1998 : La Mer d’Edward Bond, Théâtre de la Cité TNT
- 1999 : Le Chant de la baleine d'Yves Lebeau, Comédie-Française Théâtre du Vieux-Colombier
- 2000 : Après la répétition d'Ingmar Bergman, Théâtre 13
- 2001 : Le Mariage de Witold Gombrowicz, Comédie-Française
- 2001 : Quatre quatuors pour un week-end d'après Gao Xingjian, mise en espace, Festival Nava
- 2001 : Marie Hasparren de Jean-Marie Besset, Théâtre 14 Jean-Marie Serreau, Espace Pierre Cardin
- 2002 : Ivanov d'Anton Tchekhov, Théâtre 14 Jean-Marie Serreau
- 2002 :  La Part du lion de Wladimir Yordanoff, mise en scène en espace, Festival NAVA Abbaye de Saint-Hilaire
- 2004 : Souvenirs fantômes d'Arnold Wesker, Théâtre 14 Jean-Marie Serreau
- 2006 : Gorki, l'exilé de Capri de Jean-Marie Rouart, Espace Pierre Cardin
- 2010 : L'Infâme de Roger Planchon, mise en voix, Théâtre Ouvert

## Télévision
- 2003 : Un échec de Maigret de Jacques Fansten